# Ultravioleta (pel·lícula)
Ultraviolata és una pel·lícula nord-americana de 2006 d'acció i ciència-ficció, dirigida i escrita per Kurt Wimmer, protagonitzada per Milla Jovovich, Cameron Bright, Nick Chinlund i William Fichtner.
La pel·lícula ha estat doblada al català i va ser emesa per primera vegada per a TV3 el 24 d'agost de 2009.
Ultraviolet: Code 044 és una sèrie d'anime basada en la pel·lícula.

## Argument
Ultraviolata té lloc en l'any 2078, després d'una epidèmia mundial anomenada hemoglofagia, causada pel VHG (Virus Hemoglófago) que causa símptomes similars al vampirisme com la presència d'ullals allargats i una força sobrehumana i se'ls tracta com marginats, hemoglofagos o vampirs. A mesura que hi ha més contagiats, el govern decideix matar-los amb la finalitat de contenir el virus, però una dona, Violeta Song Jat Shariff, trac de defensar la nova raça humana abans que acabin amb ella.

## Doblatge[2]
| Actor             | Personatge               | Doblatge            |
| ----------------- | ------------------------ | ------------------- |
| Milla Jovovich    | Violet Song              | Alba Sola           |
| Cameron Bright    | Sis                      | David Brau          |
| Nick Chinlund     | Cardenal Ferdinand Daxus | Santi Lorenz        |
| Sebastien Andrieu | Nerva                    | Toni Mora           |
| William Fichtner  | Garth                    | Pep Ribas           |
| Kieran O'Rorke    | Detectiu Cross           | Albert Socias       |
| Ryan Martin       | Detectiu Breeder         | David Corsellas     |
| Diego Swing       | Ajudant d'en Daxus       | Oriol de Balle      |
| Matthew Sturgess  | Tècnic Mèdic             | Ignasi Abadal       |
| Pete Spurrier     | Cap de Recerca           | José Javier Serrano |

## Recepció

### Crítica
Pel que fa a Rotten Tomatoes, la pel·lícula té una valoració d'aprovació del 8%, basada en 83 ressenyes, amb una valoració mitjana de 2,8 sobre 10. El consens crític del lloc afirma: "Un thriller incomprensible i oblidable de la ciència-ficció, Ultraviolet és inepte en tots els aspectes." A Metacritic, la pel·lícula té una puntuació de 18 sobre 100 basats en crítiques de 19 crítics. El públic enquestat per CinemaScore va donar a la pel·lícula un grau D+ en una escala de A a F.

### Ingressos
Ultravioleta es va estrenar als Estats Units el 3 de març del 2006. La pel·lícula va recaptar 9.064.880 dòlars al cap de setmana d'estrena; va ingressar 18.535.812 dòlars nacionals i 12.534.399 dòlars internacionals, va suposar un import brut global de 31.070.211 dòlars. El pressupost per a ultraviolata es va calcular en 30 milions de dòlars.